# Złodzieje Zapalniczek
«Złodzieje Zapalniczek» (пол. Викрадачі запальничок) — другий студійний альбом польського дуету POE в складі O.S.T.R. — речетатив і Emade — продюсування. Реліз випущений 26 листопада 2010 року лейблом Asfalt Records. Головний сингл «Nie Odejdę Stąd».

## Список композицій
1. «Wejście»
2. «Złodzieje Zapalniczek»
3. «Nadzieja»
4. «Twarz»
5. «Nie Odejdę Stąd»
6. «Ty Znasz Ten Stan»
7. «Nie Szpan A Szacunek»
8. «Szczery Do Bólu»
9. «No Kto?»
10. «POE»
11. «Raj Młodocianych Bogów 2»
12. «Wyjście»